# Limnophila macrocera
Limnophila macrocera är en tvåvingeart. Limnophila macrocera ingår i släktet Limnophila och familjen småharkrankar.

## Underarter
Arten delas in i följande underarter:
- L. m. macrocera
- L. m. suffusa